# Miss Marples letzte Fälle
Miss Marples letzte Fälle (Originaltitel Miss Marple’s Final Cases and Two Other Stories) ist eine Kurzgeschichtensammlung von Agatha Christie. Sie erschien zuerst im Oktober 1979 im Vereinigten Königreich im Collins Crime Club. Die Sammlung wurde in den USA nicht veröffentlicht.
In Deutschland erschien die Sammlung erst 2010 als 46. Band der vom französischen Verlag Hachette Collections herausgegebenen Die offizielle Sammlung Agatha Christie. Die einzelnen Geschichten waren zuvor auch schon auf Deutsch erschienen (siehe Deutsche Erstveröffentlichungen der Geschichten).
Das Buch enthält acht Kurzgeschichten, davon sechs mit Miss Marple.

## Die Geschichten
- Das Asyl (Originaltitel: Sanctuary)
- Ein seltsamer Scherz (Originaltitel: Strange Jest)
- Die Stecknadel (Originaltitel: Tape-Measure Murder)
- Die Hausmeisterin (Originaltitel: The Case of the Caretaker)

### Die Perle
Originaltitel: The Case of the Perfect Maid
Edna, Miss Marples junges Dienstmädchen, erzählt von ihrer Cousine Gladys, die ihre Stellung verloren hat. Sie arbeitete in Old Hall bei den Schwestern Emily und Lavinia Skinner. Eines Tages vermisste Emily eine Brosche, die aber nach langem Suchen wiedergefunden wurde. Als Gladys dann am darauffolgenden Tag einen Teller zerbrach, wurde sie von Miss Lavinia gekündigt.
Old Hall ist ein großes viktorianisches Haus, das in vier Wohnungen aufgeteilt wurde. Neben den Schwestern Skinner wohnen noch eine reiche, exzentrische Vogelliebhaberin, ein pensionierter indischer Richter mit seiner Frau und ein sehr junges, frisch verheiratetes Paar im Haus. 
Miss Marple besucht die Schwestern Skinner. Lavinia empfängt sie und teilt ihr mit, dass es Emily nicht gut geht und sie im Bett bleiben muss. Im Gespräch bittet Miss Marple Lavinia Skinner, die Kündigung von Gladys zurückzunehmen, doch sie lehnt das ab. 
Schnell finden die Schwestern durch die Vermittlung einer Agentur ein neues Mädchen – Mary Higgins – und das, obwohl viele Dorfbewohner vergebens nach Personal suchen. Dazu soll dieses Mädchen auch noch ein Ausbund von Tugend mit ausgezeichneten Zeugnissen sein. 
Unter dem Vorwand, Mitwirkende für das Kirchenfest zu suchen, macht sich Miss Marple erneut auf den Weg nach Old Hall. Dort öffnet die neue Perle die Tür, Miss Lavinia empfängt Miss Marple und Miss Emily hört man später nur durch die geschlossene Tür schimpfen. Beim Herausgehen präsentiert Miss Marple zuerst einen klebrigen Pfefferminzbonbon und lässt anschließend noch ihre Handtasche fallen. So hat sie letztlich einen Fingerabdruck von Mary Higgins auf ihrem Kosmetikspiegel. 
Zehn Tage muss sich das ganze Dorf den Lobgesang auf Mary Higgins anhören, am elften ist sie verschwunden und mit ihr die Diamanten und die Pelze der jungen Frau aus dem Haus. Dem Richter und seiner Frau und der Vogelfreundin fehlen auch Geld und Schmuck. Auch die Skinner-Schwestern wurden bestohlen. Das perfekte Hausmädchen war also in allen vier Wohnungen. 
Schnell stellt sich heraus, dass es die Agentur gar nicht gibt und dass die Zeugnisse gefälscht sind. Inspektor Slack erinnert sich an einen ähnlichen Fall vor einem Jahr in Northumberland. 
Einige Wochen gehen ins Land, ohne dass weder Mary Higgins noch der Schmuck gefunden werden, da entscheiden sich die Schwestern nach London umzuziehen, weil sie mit der ärztlichen Versorgung in St. Mary Mead unzufrieden sind. 
Einige Tage später sucht Miss Marple Inspektor Slack auf, der sie nicht mag und sie nur empfängt, weil er weiß, dass sein Chef seine Meinung nicht teilt. Miss Marple hat den Verdacht, dass Emily und Mary ein und dieselbe Person sind, denn niemand hat je beide zusammen gesehen. Die Skinner Schwestern hatten so genug Zeit die Angewohnheiten der Mieter auszukundschaften und sich Abdrücke der Schlüssel zu besorgen. Dann mussten sie nur noch Gladys loswerden und konnten ihren Diebstahl begehen. 
Miss Marple übergibt Inspektor Slack den Spiegel mit dem Fingerabdruck und er kann alle Vermutungen beweisen.
- Miss Marple erzählt eine Geschichte (Originaltitel: Miss Marple Tells a Story)
- Die Puppe der Schneiderin (Originaltitel: The Dressmaker’s Doll)
- Spiegelbild (Originaltitel: In a Glass Darkly)

## Wichtige Ausgaben
- 1979, Collins Crime Club (London), Oktober 1979
- 2010 erste vollständige deutsche Ausgabe Die offizielle Sammlung Agatha Christie, Band 46, Hachette Collections, Paris

### Erste Veröffentlichungen der Geschichten
Die ersten Veröffentlichungen der Geschichten in Zeitschriften sind wie folgt:
- Strange Jest: Ausgabe 643 des Strand Magazine im Juli 1944 unter dem Titel The Case of the Buried Treasure. (Dies war die letzte Geschichte, die Christie für den Strand schrieb.)
- The Tape-Measure Murder: Ausgabe 614 des Strand Magazine im Februar 1942 unter dem Titel The Case of the Retired Jeweller.
- The Case of the Caretaker: Ausgabe 613 des Strand Magazine im Januar 1941.
- The Case of the Perfect Maid: Ausgabe 616 des Strand Magazine im April 1942 unter dem Titel The Perfect Maid.
- Sanctuary: Ausgabe vom Oktober 1954 des Woman’s Journal. Diese Geschichte schrieb die Autorin für die Stiftung der Westminster Abbey. Die Geschichte wurde versteigert für eine Spende für den Aufbau der Kirche. Die Zeitschrift gab die Summe nicht bekannt, bezeichnete sie aber als beträchtlich.
- The Dressmaker’s Doll: Ausgabe vom Dezember 1958 des Woman’s Journal.
- Miss Marple Tells a Story wurde ursprünglich nicht für die Veröffentlichung in einer Zeitschrift geschrieben, sondern für eine Lesung im Radio. Die 20-minütige Sendung wurde am 11. Mai 1934 im Nationalen Programm der BBC ausgestrahlt. Gedruckt wurde die Geschichte dann zum ersten Mal am 25. Mai 1935 in der Wochenzeitung Home Journal unter dem Titel Behind Closed Doors.

- Auch  In a Glass Darkly war ursprünglich für die Lesung im Radio vorgesehen, die Angaben zur Ausstrahlung sind aber widersprüchlich. Gedruckt wurde die Geschichte in der Dezemberausgabe 1934 der Monatszeitschrift Woman’s Journal.

### Deutsche Erstveröffentlichungen der Geschichten
- 1966 Die Mausefalle und andere Fallen, einzig berechtigte Übertragung aus dem Englischen von Maria Meinert u. a. Scherz Verlag (Bern/München/Wien)[3] mit:

Asyl
- 1981 Es riecht nach Mord, Miss Marple Scherz Verlag (Bern/München)[4] mit:

Ein seltsamer Scherz
Die Stecknadel
Die Hausmeisterin
Die Perle
Miss Marple erzählt eine Geschichte
- 1983 Mörderblumen; einzig berechtigte Übertragung aus dem Englischen von Edith Walter ...; Scherz Verlag (Bern/München/Wien), späterer Titel Die goldene Kugel[5] mit:

Die Puppe der Schneiderin
- 1983 Mördergarn, einzig berechtigte Übertragung aus dem Englischen von Hella von Brackel und Günter Eichel; Scherz Verlag (Bern/München/Wien)[6], neuer Titel ab 2006 Das Mädchen im Zug und andere seltsame Fälle[7] mit:

Spiegelbild